# 수남역
수남역(水南驛)은 조선민주주의인민공화국 함경북도 청진시에 위치해있는 철도역이다.

## 역사
- 1941년 12월 1일 : 청진어항역(淸津漁港驛)으로 영업 개시[1]
- 일자 불명: 수남역으로 개칭